# Wallpaper.
Wallpaper. é um projeto americano de hip hop e pop, liderada pelo produtor e compositor multi-instrumentista, Ricky Reed, originado em Oakland, Califórnia. Wallpaper. atualmente é assinada pela Epic Records e recentemente apresentou no SXSW no Austin, Texas. Eles ganharam popularidade devido ao uso exagerado do Auto-Tune e pela música eletrônica minimalista enquanto satirizam a falta da sensação pop mainstream.

## Discografia

### Álbuns de estúdio
- 2009 - Doodoo Face
- 2013 - Ricky Reed is Real

### Extended play
- 2006 - Wallpaper.
- 2008 - T REX
- 2012 - #STUPiDFACEDD